# ベケット (映画)
『ベケット』（Becket）は、1964年のイギリス・アメリカ合作の歴史映画である。トマス・ベケットとヘンリー2世を描いた伝記映画であり、ジャン・アヌイの戯曲が原作である。

## キャスト
- トマス・ベケット - リチャード・バートン
- ヘンリー2世 - ピーター・オトゥール
- ルイ7世 - ジョン・ギールグッド
- グエンドリン - シアン・フィリップス
- マティルダ皇后 - マーティタ・ハント
- アリエノール・ダキテーヌ - パメラ・ブラウン
- アレクサンデル3世 - パオロ・ストッパ
- フォリオー - ドナルド・ウォルフィット
- ジーノ・チェルヴィ
- デヴィッド・ウェストン

## 受賞・ノミネート
| 映画賞               | 部門                     | 候補者                                                                                              | 結果       |
| -------------------- | ------------------------ | --------------------------------------------------------------------------------------------------- | ---------- |
| アカデミー賞         | 作品賞                   | | ノミネート |
| アカデミー賞         | 主演男優賞               | リチャード・バートン                                                                                | ノミネート |
| アカデミー賞         | 主演男優賞               | ピーター・オトゥール                                                                                | ノミネート |
| アカデミー賞         | 助演男優賞               | ジョン・ギールグッド                                                                                | ノミネート |
| アカデミー賞         | 監督賞                   | ピーター・グレンヴィル                                                                              | ノミネート |
| アカデミー賞         | 脚色賞                   | エドワード・アンハルト                                                                              | 受賞       |
| アカデミー賞         | 作曲賞                   | ローレンス・ローゼンタール                                                                          | ノミネート |
| アカデミー賞         | 撮影賞（カラー）         | ジェフリー・アンスワース                                                                            | ノミネート |
| アカデミー賞         | 美術賞（カラー）         | 美術: モーリス・カーター、ジョン・ブライアン 装置: パトリック・マクローリン、ロバート・カートライト | ノミネート |
| アカデミー賞         | 衣裳デザイン賞（カラー） | マーガレット・ファース                                                                              | ノミネート |
| アカデミー賞         | 音響賞                   | ジョン・コックス                                                                                    | ノミネート |
| アカデミー賞         | 編集賞                   | アン・V・コーツ                                                                                     | ノミネート |
| ゴールデングローブ賞 | 作品賞 (ドラマ部門)      | | 受賞       |
| ゴールデングローブ賞 | 主演男優賞 (ドラマ部門)  | ピーター・オトゥール                                                                                | 受賞       |
| ゴールデングローブ賞 | 主演男優賞 (ドラマ部門)  | リチャード・バートン                                                                                | ノミネート |
| ゴールデングローブ賞 | 監督賞                   | ピーター・グレンヴィル                                                                              | ノミネート |
| ゴールデングローブ賞 | 作曲賞                   | ローレンス・ローゼンタール                                                                          | ノミネート |
| 英国アカデミー賞     | 作品賞                   | | ノミネート |
| 英国アカデミー賞     | 英国作品賞               | | ノミネート |
| 英国アカデミー賞     | 英国男優賞               | ピーター・オトゥール                                                                                | ノミネート |
| 英国アカデミー賞     | 脚本賞                   | エドワード・アンハルト                                                                              | ノミネート |
| 英国アカデミー賞     | 撮影賞（カラー）         | ジェフリー・アンスワース                                                                            | 受賞       |
| 英国アカデミー賞     | 美術賞（カラー）         | | 受賞       |
| 英国アカデミー賞     | 衣裳デザイン賞（カラー） | | 受賞       |